# Zygodon anomalus
Zygodon anomalus là một loài rêu trong họ Orthotrichaceae. Loài này được Dozy & Molk. mô tả khoa học đầu tiên năm 1844.